# Godøynes
Godøynes est une localité du comté de Nordland, en Norvège.

## Géographie
Administrativement, Godøynes fait partie de la kommune de Bodø.